# نهر تشابيكزينهو
نهر تشابيكُزينهو (Rio Chapecozinho) هو نهر بولاية سانتا كاتارينا في جنوب شرق البرازيل، وهو جزء من حوض نهر الأوروغواي، ورافد لنهر تشابيكو. يغمر النهر الجداول التي ترتفع في حديقة أراوكاريا الوطنية (12,841 هكتار (31,730 أكر)، والتي تم إنشائها في عام 2005.